# Ortegocactus macdougallii

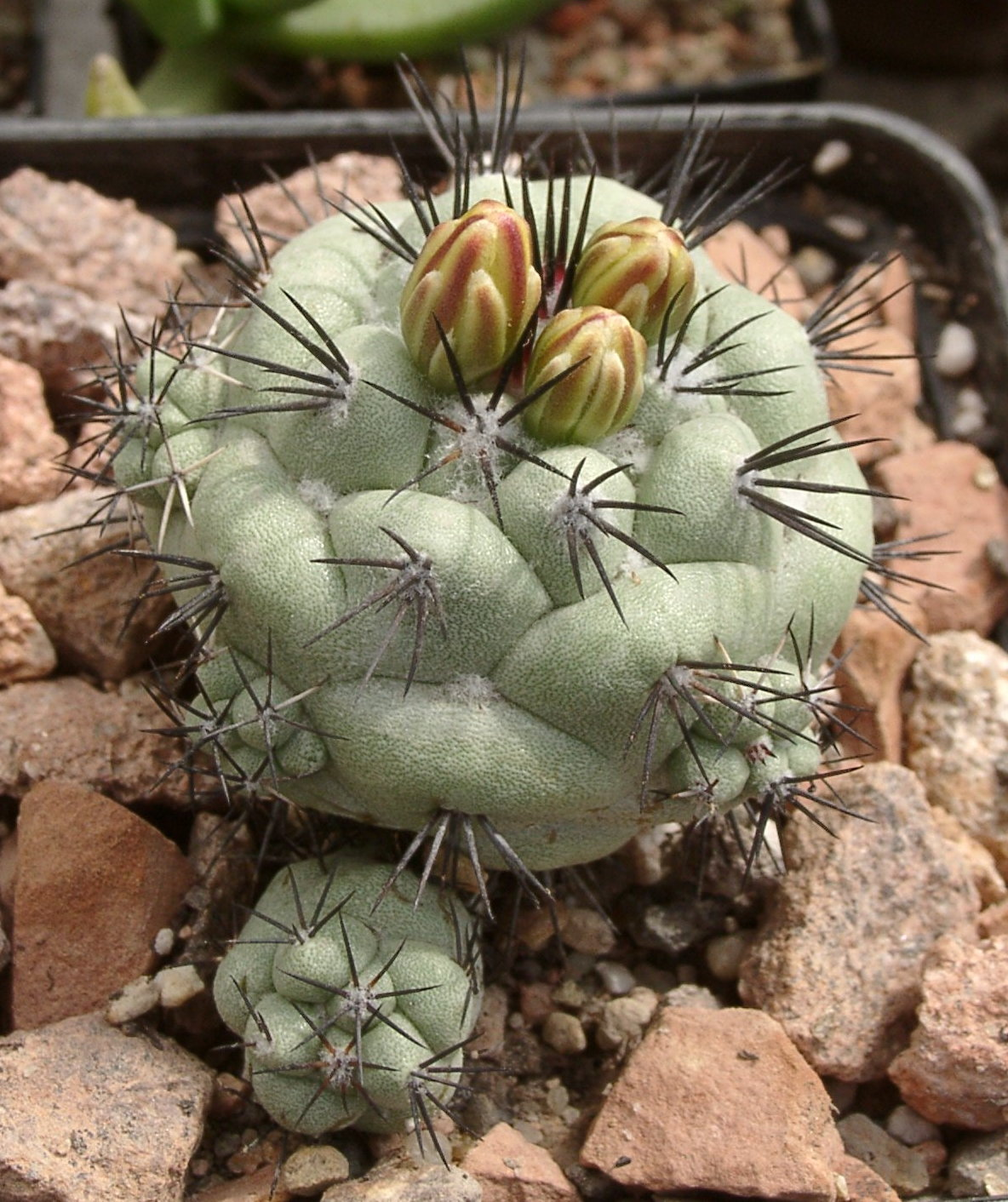

Ortegocactus macdougallii Alexander – gatunek sukulenta z rodziny kaktusowatych (Cactaceae), jedyny przedstawiciel monotypowego rodzaju Ortegocactus Alexander. Występuje w Meksyku, na skalistym terenie gór San José Lachiguirí w stanie Oaxaca.

## Morfologia
PokrójKulisty.
ŁodygaPęd niewielki, szarozielony, o średnicy 3–4 cm.
LiściePrzekształcone do cierni, wyrastają z białych, małych areoli – ok. 8 cierni zewnętrznych i jeden centralny. Początkowo czarno-czerwone, z czasem ciemnoszare do białych.
KwiatyŻółte, o średnicy 2–3,2 cm. Wyrastają z najmłodszych areoli.

## Systematyka
Gatunek został po raz pierwszy znaleziony zimą 1951/52 r. przez Thomasa MacDougalla (1895–1973) w górach San José Lachiguirí. Rodzaj wraz z jedynym gatunkiem został opisany przez Edwarda Alexandera w 1961 r.
Rodzaj Ortegocactus jest czasem włączany do rodzaju Escobaria Britton & Rose.
Pozycja systematyczna według APweb (aktualizowany system APG III z 2009)
Należy do rodziny kaktusowatych (Cactaceae) Juss., która jest jednym z kladów w obrębie rzędu goździkowców (Caryophyllales)  i klasy roślin okrytonasiennych. W obrębie kaktusowatych należy do plemienia Cacteae, podrodziny Cactoideae.
Pozycja rodzaju w systemie Reveala (1993-1999)
Gromada okrytonasienne (Magnoliophyta Cronquist), podgromada Magnoliophytina Frohne & U. Jensen ex Reveal, klasa Rosopsida Batsch, podklasa goździkowe (Caryophyllidae Takht.), nadrząd  Caryophyllanae Takht.,  rząd goździkowce (Caryophyllales Perleb), podrząd Cactineae Bessey in C.K. Adams, rodzina kaktusowate (Cactaceae Juss.), rodzaj Ortegocactus Alexander.
Synonimy gatunku
Neobesseya macdougallii (Alexander) Kladiwa.

## Zastosowanie
Kaktus spotykany w uprawie jako roślina ozdobna, jednak jest dosyć trudny w uprawie. Rozmnażany z nasion lub odciętych fragmentów. Najczęściej szczepiony na innym gatunku kaktusa: Myrtillocactus geometrizans. Wymaga ochrony przed ostrym wiosennym słońcem i zimowania w stosunkowo wysokiej temperaturze. Rośliny trzeba także chronić przed przędziorkami.